# Українська Національна Рада у Львові
Українська Національна Рада у Львові (1941) — виникла з Ради Сеньйорів, створеної у складі 16 членів на нараді у Львові 6 липня 1941, що її скликала ОУНР Степана Бандери. Наприкінці липня поширена до 30 членів (не мала представників ОУН Андрія Мельника). 

## Історія
6 липня 1941 року в Львові була вибрана «Рада Сеньйорів», метою якої було: «вибрана, як волевиявлення суспільства, щоб його направляти до єдності та підтримувати контакти з німецькою військовою та цивільною владою для досягнення та усвідомлення національного ідеалу». До складу «Ради Сеньйорів» увійшли: Кость Левицький, Йосиф Сліпий, о. Гавриїл Костельник, о. Юліян Дзерович, Юліян Федусевич, Іван Филипович, Роман Заячківський, Лука Турчин, Ярослав Біленький, Олександр Бариляк, Ярослав Стефанович, Володимир Радзикевич, Степан Дмоховський. 9 липня 1941 року до «Ради Сеньйорів» приєдналися: Борис Козубський, Сергій Луцький, Михайло Кравців. Почесним головою «Ради Сеньйорів» обрано митрополита Андрея Шептицького.
24 липня 1941 року «Рада Сеньйорів» проголосила перехід до форми Української національної ради — головної національної організації, правонаступниці Української національної ради 1918 р. Президентом Української національної ради мав бути обраний митрополит Андрей Шептицький, головою — Кость Левицький, його заступниками — Юліан Дзерович і професор Лука Турчин. Робочим органом Ради на території Галичини став Український крайовий комітет (УКК) на чолі з К. Паньківським.
30 липня 1941 року Рада Сеньйорів перетворилася на УНР з метою бути допоміжним проводом українського народу Галичини, Волині та Холмщини і його представником перед німецькою владою.
Намагалася, щоб у її складі були представлені всі політичні напрями та головні професії і представники провінції; згодом число членів збільшено до 45. Головою УНРади був Кость Левицький, заступниками о. Юліан Дзерович і Лука Турчин; секретарем Ярослав Біленький (з створенням президії її секретарем став Григорій Микетей); серед інших членів були: архієпископ Йосиф Сліпий, о. Гавриїл Костельник, Мар'ян Паньчишин, Василь Сімович, Юліан Павликовський, Андрій Палій, Михайло Стефанівський, Михайло Волошин, Володимир Загайкевич, Кость Паньківський, Борис Козубський, Сергій Хруцький — у більшості діячі або прихильники УНДО. Протектором і почесним президентом був митрополит Андрій Шептицький.
УНР визнавала ОУН як рушійну силу українського політичного життя і підтримувала Українське Державне Правління, але з застереженням ставилася до боротьби між двома відламами ОУН. 30 липня 1941 року УНРада вислала протест німецькому урядові проти приєднання Східної Галичини до Генеральної Губернії (підписали митрополит А. Шептицький і всі члени); на початку вересня виготовлено меморандум до генерал-губернатора Ганса Франка на оборону інтересів української Галичини.
31 липня 1941 року УНРада створила як виконавчий орган і для зв'язків з німецькою владою Генеральний Секретаріат з К. Паньківським на чолі.
По смерті К. Левицького (12 листопада 1941): головою Ради став митрополит А. Шептицький, німецько-нацистська влада щораз більше унеможливлювала існування УНРади; врешті лист митрополита Шептицького до Генріха Гіммлера (лютий 1942) з протестом проти антиєврейського ґеноциду став нагодою для заборони УНР (наказ львівської німецької політичної поліції 3 березня 1942), зв'язок з німецькою владою в Галичині перебрав Український Крайовий Комітет.